# Kai Yamamoto
Kai Yamamoto (japanisch 山本 佳唯 Yamamoto Kai; * 21. Juni 2005 in Singapur) ist ein japanisch-US-amerikanischer Fußballspieler.

## Karriere
Kai Yamamoto erlernte das Fußballspielen in der Jugendmannschaft des Turf City FC sowie in der Jugend von Albirex Niigata (Singapur). Die erste Mannschaft von Albirex, die ein Ableger des japanischen Zweitligisten Albirex Niigata ist, spielte in der ersten singapurischen Liga, der Singapore Premier League. Sein Erstligadebüt gab er als Jugendspieler am 24. Juni 2023 (17. Spieltag) im Heimspiel gegen Tanjong Pagar. Bei dem 4:0-Erfolg stand er in der Startelf und spielte die kompletten 90 Minuten. Für Albirex stand er viermal in der ersten Liga im Tor. Im Juli 2023 wechselte er in die Vereinigten Staaten, wo er sich auf der Carnegie Mellon University der Universitätsmannschaft CM Tartans anschloss.